# リバティーハウス
株式会社リバティーハウス（英文社名；Liberty House Co., Ltd.）は、東京都港区に本社を置く日本の芸能プロダクション。

## 概要
社団法人「日本音楽事業者協会」の正会員社である。

## 所属タレント
- 倉沢淳美
- Kayna

## かつて所属していたタレント
- 浅田みき[1]
- asica
- 伊藤慎太郎[2]
- 今井佳代子
- 小川七生
- 小沢和美
- 宍戸留美
- 高原遊
- 辰田さやか
- 花塚いづみ
- 瑠川あつこ

## 制作番組
- GyaO「ジャングルジム」（2006年4月 - 6月）
- GyaO「JT presents 超DF」（2007年4月 - 7月）
- BS朝日「菅原明子の食育最前線～幸せ家族の作り方～」（2009年9月26日）
- BS朝日「菅原明子の地球大好き未来便」（2009年10月 - ）
- BS朝日「菅原明子の地球大好き未来便スペシャル～がんとの向き合い方～」（2010年9月19日）
- BS朝日「菅原明子の地球大好き未来便スペシャル～小さな国の大きなエコロジー～」（2010年10月29日）
- BS朝日「B-DASHスペシャル〜震災の年、心ひとつに元気印☆B-DASH〜」（2011年11月26日）
- BS朝日「田中貴金属 Presents　「永遠の輝きを求めて〜八代亜紀 歌を紡ぐ〜」（2013年3月2日）
- BS朝日「菅原明子の地球大好き未来便スペシャル～親日国インドネシア　エコと高度成長期の両輪で大発展～」（2013年7月27日）
- BS朝日「菅原明子の地球大好き未来便」レギュラー番組（2009年10月〜）